# Frances Fisher
Pour les articles homonymes, voir Fisher.
Frances Fisher, née le 11 mai 1952 à Milford on Sea dans le comté d'Hampshire, Angleterre, est une actrice britannico-américaine.
Elle est surtout connue pour son rôle de Ruth DeWitt Bukater, mère de Rose, dans le film Titanic de James Cameron, sorti en 1997.

## Biographie
Frances Fisher est née le 11 mai 1952 à Milford on Sea dans le comté d'Hampshire, Angleterre.
Elle a un frère, William "Bill" Fisher.

### Vie privée
Elle est mariée à Billy Mack Hamilton de 1970 à 1972.
Elle a été la compagne de Clint Eastwood de 1990 à 1995 et a tourné deux films sous sa direction. Elle a eu une fille avec lui, Francesca Eastwood.

## Filmographie

### Cinéma

#### Longs métrages
- 1983 : Can She Bake a Cherry Pie? d'Henry Jaglom : Louise
- 1987 : Les vrais durs ne dansent pas (Tough Guys Don't Dance) de Norman Mailer : Jessica Pond
- 1987 : La rage au point (Heart) de James Lemmo (en) : Jeannie
- 1988 : Patty Hearst de Paul Schrader : Yolanda
- 1988 : Bum Rap de Danny Irom : Phyllis
- 1989 : Le Carrefour des innocents (Lost Angels) d'Hugh Hudson : Judith Loftis
- 1989 : Pink Cadillac de Buddy Van Horn : Dinah
- 1990 : Roxy est de retour (Welcome Home, Roxy Carmichael) de Jim Abrahams : Rochelle Bossetti
- 1991 : L.A. Story de Mick Jackson : June
- 1991 : Machination (Frame Up) de Paul Leder : Jo Westlake
- 1992 : Impitoyable (Unforgiven) de Clint Eastwood : Strawberry Alice
- 1992 : Frame-Up II: The Cover-Up de Paul Leder : Jo Westlake
- 1994 : Molly et Gina de Paul Leder : Molly McKenna
- 1994 : Babyfever d'Henry Jaglom et Victoria Foyt : Rosie
- 1995 : Les Aventuriers de l'or noir (The Stars Fell on Henrietta) de James Keach : Cora Day
- 1996 : Striptease d'Andrew Bergman : Donna Garcia
- 1996 : Waiting for Guffman de Christopher Guest : Rita Savage
- 1996 : Female Perversions de Susan Streitfeld : Annunciata
- 1997 : Titanic de James Cameron : Ruth DeWitt Bukater
- 1997 : Do Me a Favor de Sondra Locke : Une bibliothécaire
- 1997 : Wild America : Agnes "Mom" Stouffer
- 1999 : Jugé coupable (True Crime) de Clint Eastwood : Cecilia Nussbaum, avocate de la défense
- 1999 : The Big Tease de Kevin Allen : Candy
- 2000 : 60 secondes chrono (Gone in Sixty Seconds) de Dominic Sena : Junie Halliwell
- 2001 : The Rising Place de Tom Rice : Virginia Wilder
- 2002 : Blue Car de Karen Moncrieff : Delia
- 2003 : House of Sand and Fog de Vadim Perelman : Connie Walsh
- 2004 : Une affaire de cœur (Laws of Attraction) de Peter Howitt : Sara Miller
- 2006 : The Night of the White Pants d'Amy Talkington : Vivian Hagan
- 2007 : Le Royaume (The Kingdom) de Peter Berg : Elaine Flowers
- 2007 : Dans la vallée d'Elah (In the Valley of Elah) de Paul Haggis : Evie
- 2007 : Sex and Death 101 de Daniel Waters : Hope Hartlight
- 2007 : My Sexiest Year d'Howard Himelstein : Faye
- 2008 : Jolene de Dan Ireland : Cindy
- 2009 : The Perfect Game de William Dear : Betty
- 2010 : Janie Jones de David M. Rosenthal : Lily Brand
- 2010 : Golf in the Kingdom de Susan Streitfeld : Eve Greene
- 2011 : La Défense Lincoln (The Lincoln Lawyer) de Brad Furman : Mary Windsor
- 2011 : The Roommate de Christian E. Christiansen : Alison Evans
- 2011 : Sedona de Tommy Stovall : Tammy
- 2012 : My Two Daddies (Any Day Now) de Travis Fine : Juge Meyerson
- 2012 : Le Chihuahua de Beverly Hills 3 (Beverly Hills Chihuahua 3: Viva la Fiesta!) de Lev L. Spiro : Amelia Jones
- 2012 : The Silent Thief de Jennifer Clary : Candi Henderson
- 2013 : Les Âmes Vagabondes (The Host) d'Andrew Niccol : Maggie Stryder
- 2013 : Plush de Catherine Hardwicke : Camila
- 2013 : Red Wing de Will Wallace : Maman B
- 2014 : Le Second Souffle (You're Not You) de George C. Wolfe : Gwen, la mère de Kate
- 2014 : The M Word d'Henry Jaglom : Carson Riley
- 2015 : La Femme au tableau (Woman in Gold) de Simon Curtis : Barbara Schoenberg
- 2016 : Outlaws and Angels de JT Mollner : Esther
- 2016 : Love on the Run d'Ash Christian : Delores
- 2017 : Another Kind of Wedding de Pat Kiely : Tammy
- 2019 : Run the Race de Chris Dowling : Louise
- 2020 : Holidate de John Whitesell : Elaine
- 2021 : Awake de Mark Raso : Doris
- 2021 : This Is Not a War Story de Talia Lugacy (en) : Dora Casale
- 2021 : Grace and Grit de Sebastian Siegel : Sue
- 2023 : Reptile de Grant Singer : Camille Grady
- 2023 : On Sacred Ground de Joshua Tickell et Rebecca Tickell : Ricky
- 2024 : The King Tide de Christian Sparkes : Faye
- 2024 : Rust de Joel Souza : grand tante de Lucas

#### Courts métrages
- 1995 : The Whiskey Heir de JoAnn Fregalette Jansen : Deirdre
- 2011 : Grow Up Already de Richard Keith : La mère
- 2012 : Pandora's Box de Thomas G. Waites : Nicole
- 2012 : The Perfect Fit de Beth Grant : Une femme
- 2016 : A Beautiful Day de Phedon Papamichael : Bev

### Télévision

#### Séries télévisées
- 1976 - 1981 : The Edge of Night : Détective Deborah "Red" Saxon
- 1982 : Haine et Passions (Guiding Light) : Suzette Saxon
- 1986 - 1987 : Equalizer (The Equalizer) : Amanda Kaufman / Francesca
- 1988 : Roseanne : Savannah
- 1989 : CBS Summer Playhouse : Violet Coffin
- 1989 : Matlock : Nancy Proctor
- 1989 : Newhart : Libby
- 1990 : WIOU : Marla Woodman
- 1991 : L'equipée du Poney Express (The Young Riders) : Clara Turner
- 1992 : Human Target : Libby Page
- 1993 : New York, police judiciaire (Law and Order) : Susan Boyd
- 1993 : Crime & Punishment : Jeanette Henderson
- 1995 - 1996 : Drôle de chance (Strange Luck) : Angie
- 1999 : Au-delà du réel : L'aventure continue (The Outer Limits) : Lady Julia
- 1999 - 2000 : Becker : Dr Elizabeth Carson
- 2000 - 2001 : Titus : Juanita Titus
- 2001 : X-Files : Aux frontières du réel (The X-Files) : Lizzy Gill
- 2002 : L'Île de l'étrange (Glory Days) : Mitzi Dolan
- 2003 : The Lyon's Den (en) : Brit Hanley
- 2004 : Boston Justice : Carrie
- 2005 : Medium : Abigail
- 2005 : Urgences (ER) : Helen Kingsley
- 2006 : Grey’s Anatomy : Betty Johnson
- 2007 : Saving Grace : Cathy
- 2008 : Eureka : Eva Thorne
- 2008 : Cold Case : Affaires classées (Cold Case) : Rachel West
- 2008 : October Road : Ellen Daniels
- 2008 : The Shield : Rita Denton
- 2009 : Mentalist (The Mentalist) : Victoria Abner
- 2010 : Sons of Anarchy : Honey
- 2010 : Private Practice : Ruby Broome
- 2010 : Mon oncle Charlie (Two and a Half Men) : Priscilla Honeycutt
- 2010 : Bailey et Stark (The Good Guys) :
- 2011 : Les Experts (CSI: Crime Scene Investigation) : Joanna Sapphire
- 2011 : Des jours et des vies (Days of our Lives) : Gladys Pierce
- 2011 : The Whole Truth : Juge Ellen Rousch
- 2011 : Torchwood : La mère
- 2012 : A Gifted Man : Blanche Tipon
- 2012 : The Unknown : Tessa
- 2012 : Childrens Hospital : La directrice
- 2013 : Touch : Mme Farrington
- 2013 - 2015 : Resurrection : Lucille Langston
- 2014 : Castle : Matilda King
- 2014 : Rectify : Peggy
- 2014 : The Killing : Gena Geddes
- 2015 - 2016 : Masters of Sex : Edna Eshelman
- 2016 : Esprits Criminels (Criminal Minds) : Antonia Slade
- 2016 / 2019 : The Expanse : Elise Holden
- 2017 : Fargo : Vivian Lord
- 2018 : Swedish Dicks : Gardienne Johnson
- 2019 : Watchmen : Jane Crawford
- 2021 : The Rookie : Le Flic de Los Angeles (The Rookie) : Evelyn Nolan
- 2021 : The Sinner : Meg Muldoon
- 2023 : Captain Fall : Mme Porter (voix)

#### Téléfilms
- 1987 : Le traître de dieu (Broken Vows) de Jud Taylor : Maureen Phelan
- 1989 : La Destinée de Mademoiselle Simpson (Cold Sassy Tree) de Joan Tewkesbury : Loma Williams
- 1990 : Fidèle à sa promesse (A Promise to Keep) de Rod Holcomb : Sarah
- 1990 : Sudie and Simpson de Joan Tewkesbury : Mme Marge Allen
- 1991 : Lucy et Desi, du rire aux larmes (Lucy & Desi: Before the Laughter) de Charles Jarrott : Lucille Ball
- 1992 : Devlin de Rick Rosenthal : Maryellen
- 1993 : L'Attaque de la femme de 50 pieds (Attack of the 50 Ft. Woman) de Christopher Guest : Dr Theodora Cushing
- 1993 : Femme fatale (en) (Praying Mantis) de James Keach : Betty
- 1995 : The Other Mother: A Moment of Truth Movie de Bethany Rooney : Carol Schaefer
- 2000 : Audrey Hepburn, une vie (The Audrey Hepburn Story) de Steven Robman : Ella Hepburn
- 2000 : Jackie Bouvier Kennedy Onassis de David Burton Morris : Janet Lee Bouvier Auchincloss
- 2001 : Passion and Prejudice de Karen Arthur : Dr Gwen Barry
- 2005 : Mrs. Harris de Phyllis Nagy : Marge Richey Jacobson
- 2010 : Mon ex-futur mari (Backyard Wedding) de Bradford May : Eleanor Tyler
- 2012 : L'Amour fait sa loi (The Seven Year Hitch) de Bradford May : Mme Von Hoffman
- 2012 : Justice coupable (Retribution) de Michael Feifer : Betty
- 2013 : Le Candidat de mon cœur (The Makeover) de John Gray : Bonnie
- 2015 : La muse de l'artiste (Heart of the Matter) de Kristoffer Tabori : Doll
- 2016 : Amour, Orgueil et Préjugés (Unleashing Mr. Darcy) de David Winning : Violet Darcy
- 2016 : An American Girl Story: Melody 1963 - Love Has to Win de Tina Mabry : Miss Abbott
- 2018 : Mariage, Orgueil et Préjugés (Marrying Mr. Darcy) de Steven R. Monroe : Violet Darcy

## Voix françaises
En France, Blanche Ravalec est la voix française régulière de Frances Fisher.
En France
| - Blanche Ravalec, dans : - Drôle de chance (série télévisée) - Becker (série télévisée) - X-Files : Aux frontières du réel (série télévisée) - Urgences (série télévisée) - Saving Grace (série télévisée) - Eureka (série télévisée) - Mentalist (série télévisée) - To Love and Die - Mon oncle Charlie (série télévisée) - Mon ex-futur mari (téléfilm) - Sons of Anarchy (série télévisée) - The Roommate - La Défense Lincoln - A Gifted Man (série télévisée) - L'Amour fait sa loi (téléfilm) - Justice coupable (téléfilm) - Les Âmes vagabondes - Le Candidat de mon cœur (téléfilm) - The Killing (série télévisée) - An American Girl Story – Melody 1963: Love Has to Win - Amour, orgueil et préjugés (téléfilm) - Mariage, orgueil et préjugés (téléfilm) - Holidate - Awake - Reptile - Pascale Jacquemont, dans : (les séries télévisées) - The Lyon's Den - Grey's Anatomy | et aussi - Anne Ludovik dans Impitoyable - Anne Deleuze dans Femme fatale (en) - Anne Rochant dans Titanic - Michèle Bardollet dans Titus (série télévisée) - Béatrice Delfe dans Une affaire de cœur - Joëlle Fossier dans Boston Justice (série télévisée) - Perrette Pradier (* 1938 - 2013) dans Les Experts (série télévisée) - Josiane Pinson dans Touch, (série télévisée) - Isabelle Leprince dans Fargo (série télévisée) |